# Gymnastique aux Jeux européens de 2019
Navigation
Édition précédente
La gymnastique aux Jeux européens de 2019 a lieu à la Minsk-Arena, à Minsk, en Biélorussie, du 22 juin au 30 juin 2019. Trente-deux épreuves sont au programme dans cinq disciplines.

## Qualifications
Deux-cent-quatre-vingt-six athlètes sont qualifiés pour les compétitions de gymnastique. Les quotas sont obtenus par le biais des résultats sur les championnats mondiaux et européens dans chaque discipline.

## Médaillés

### Acrobatique

#### Femmes par équipes
| Épreuve              | Or                                                              | Argent                                                          | Bronze                                                          |
| -------------------- | --------------------------------------------------------------- | --------------------------------------------------------------- | --------------------------------------------------------------- |
| Concours par équipes | Belgique Talia De Troyer Britt Vanderdonckt Charlotte Van Royen | Portugal Bárbara Sequeira Francisca Sampaio Maia Francisca Maia | Biélorussie Veranika Nabokina Julia Ivonchyk Karina Sandovich   |
| Statique             | Biélorussie Julia Ivonchyk Veranika Nabokina Karina Sandovich   | Belgique Talia De Troyer Britt Vanderdonckt Charlotte Van Royen | Portugal Francisca Maia Francisca Sampaio Maia Bárbara Sequeira |
| Dynamique            | Belgique Talia De Troyer Britt Vanderdonckt Charlotte Van Royen | Portugal Bárbara Sequeira Francisca Sampaio Maia Francisca Maia | Biélorussie Veranika Nabokina Julia Ivonchyk Karina Sandovich   |

#### Paires mixtes
| Épreuve              | Or                                       | Argent                                           | Bronze                                           |
| -------------------- | ---------------------------------------- | ------------------------------------------------ | ------------------------------------------------ |
| Concours par équipes | Russie Victoria Aksenova Kirill Startsev | Azerbaïdjan Abdulla Al-Mashayki Ruhidil Gurbanli | Biélorussie Artur Beliakou Volha Melnik          |
| Statique             | Biélorussie Artur Beliakou Volha Melnik  | Russie Victoria Aksenova Kirill Startsev         | Azerbaïdjan Abdulla Al-Mashayki Ruhidil Gurbanli |
| Dynamique            | Russie Victoria Aksenova Kirill Startsev | Azerbaïdjan Abdulla Al-Mashayki Ruhidil Gurbanli | Biélorussie Artur Beliakou Volha Melnik          |

### Aérobic
| Épreuve        | Or                                                                                 | Argent                                                                                    | Bronze                                                                       |
| -------------- | ---------------------------------------------------------------------------------- | ----------------------------------------------------------------------------------------- | ---------------------------------------------------------------------------- |
| Paires mixtes  | Italie Michela Castoldi Davide Donati                                              | Roumanie Dacian Nicolae Barna Andreea Bogati                                              | Russie Tatyana Konakova Grigorii Shikhaleev                                  |
| Groupes mixtes | Russie Garsevan Dzhanazian Timur Kulaev Ilia Ostapenko Petr Perminov Roman Semenov | Bulgarie Tihomir Barotev Ivelina Lukaki Antonio Papazov Darina Pashova Ana Maria Stoilova | Roumanie Dacian Barna Gabriel Bocser Andreea Bogati Marian Brotei Mihai Popa |

### Gymnastique artistique

#### Hommes
| Épreuve                     | Or               | Argent               | Bronze              |
| --------------------------- | ---------------- | -------------------- | ------------------- |
| Concours général individuel | David Belyavskiy | Oleh Vernyayev       | Vladislav Poliashov |
| Sol                         | Emil Soravuo     | Giarnni Regini-Moran | Petro Pakhnyuk      |
| Barre fixe                  | Robert Tvorogal  | Ahmet Önder          | Dávid Vecsernyés    |
| Barres parallèles           | Oleh Vernyayev   | Mários Georgíou      | Ferhat Arıcan       |
| Cheval d'arçons             | David Belyavskiy | Oleh Vernyayev       | Andryey Likhavitski |
| Anneaux                     | Marco Lodadio    | Vahagn Davtyan       | Ihor Radivilov      |
| Saut de cheval              | Artur Davtyan    | Dmitriy Lankin       | Ihor Radivilov      |

#### Femmes
| Épreuve                     | Or                  | Argent             | Bronze                 |
| --------------------------- | ------------------- | ------------------ | ---------------------- |
| Concours général individuel | Angelina Melnikova  | Lorette Charpy     | Diana Varinska         |
| Poutre                      | Nina Derwael        | Angelina Melnikova | Diana Varinska         |
| Sol                         | Anastasia Bachynska | Aneta Holasová     | Jessica Castles        |
| Barres asymétriques         | Angelina Melnikova  | Becky Downie       | Anastasiya Alistratava |
| Saut de cheval              | Teja Belak          | Angelina Melnikova | Sára Péter             |

### Gymnastique rythmique

#### Individuel
| Épreuve             | Or           | Argent             | Bronze             |
| ------------------- | ------------ | ------------------ | ------------------ |
| Concours individuel | Dina Averina | Linoy Ashram       | Katsiaryna Halkina |
| Cerceau             | Dina Averina | Katsiaryna Halkina | Vlada Nikolchenko  |
| Ballon              | Linoy Ashram | Katrin Taseva      | Dina Averina       |
| Massues             | Linoy Ashram | Dina Averina       | Vlada Nikolchenko  |
| Ruban               | Dina Averina | Linoy Ashram       | Katrin Taseva      |

### Trampoline
| Épreuve                     | Or                                                | Argent                                   | Bronze                                 |
| --------------------------- | ------------------------------------------------- | ---------------------------------------- | -------------------------------------- |
| Concours individuel hommes  | Uladzislau Hancharou                              | Mikhail Melnik                           | Diogo Ganchinho                        |
| Concours synchronisé hommes | Pologne Lukasz Jaworski Artur Zakrzewski          | Ukraine Anton Davydenko Mykola Prostorov | France Allan Morante Sébastien Martiny |
| Concours individuel femmes  | Léa Labrousse                                     | Luba Golovina                            | Hanna Hancharova                       |
| Concours synchronisé femmes | Biélorussie Hanna Hancharova Maryia Makharynskaya | Ukraine Svitlana Malkova Maryna Kyiko    | Russie Irina Kundius Yana Pavlova      |

## Tableau des médailles
| Rang  | Nation          | Or | Argent | Bronze | Total |
| ----- | --------------- | -- | ------ | ------ | ----- |
| 1     | Russie          | 11 | 6      | 5      | 22    |
| 2     | Biélorussie     | 6  | 1      | 9      | 16    |
| 3     | Belgique        | 3  | 1      | 0      | 4     |
| 4     | Ukraine         | 2  | 5      | 7      | 14    |
| 5     | Israël          | 2  | 2      | 0      | 4     |
| 6     | Italie          | 2  | 0      | 0      | 2     |
| 7     | France          | 1  | 1      | 1      | 3     |
| 8     | Arménie         | 1  | 1      | 0      | 2     |
| 9     | Finlande        | 1  | 0      | 0      | 1     |
| 9     | Lituanie        | 1  | 0      | 0      | 1     |
| 9     | Pologne         | 1  | 0      | 0      | 1     |
| 9     | Slovénie        | 1  | 0      | 0      | 1     |
| 13    | Bulgarie        | 0  | 4      | 2      | 6     |
| 14    | Portugal        | 0  | 2      | 2      | 4     |
| 15    | Azerbaïdjan     | 0  | 2      | 1      | 3     |
| 16    | Grande-Bretagne | 0  | 2      | 0      | 2     |
| 17    | Roumanie        | 0  | 1      | 1      | 2     |
| 17    | Turquie         | 0  | 1      | 1      | 2     |
| 19    | Chypre          | 0  | 1      | 0      | 1     |
| 19    | Géorgie         | 0  | 1      | 0      | 1     |
| 19    | Tchéquie        | 0  | 1      | 0      | 1     |
| 22    | Hongrie         | 0  | 0      | 2      | 2     |
| 23    | Suède           | 0  | 0      | 1      | 1     |
| Total | Total           | 32 | 32     | 32     | 96    |